# Burgella flavoparmeliae
Burgella flavoparmeliae är en svampart som beskrevs av Diederich & Lawrey 2007. Burgella flavoparmeliae ingår i släktet Burgella, ordningen Cantharellales, klassen Agaricomycetes, divisionen basidiesvampar och riket svampar.   Inga underarter finns listade i Catalogue of Life.